# EUPOL RD Congo
Succédant à EUPOL Kinshasa, la mission de soutien à la police congolaise, EUPOL RD Congo est lancée le 1er juillet 2007 à la suite de la décision 2007/405/PESC. D'une durée initiale d'un an, cette opération européenne sera prolongée à plusieurs reprises pour se terminer le 30 septembre 2014.

## Organisation
Basée à Kinshasa, République démocratique du Congo, la mission possède des antennes à Goma et Bukavu où la situation est instable. Composée d'une trentaine d'experts internationaux dans le domaine de la police et de la justice pénale et d'une vingtaine d'experts relevant de la réforme du secteur de la sécurité (RSS), elle est commandée par Jean-Paul Rikir, policier belge, qui succède au Portugais Adilio Custodio. 

## Mandat
L'objectif principal d'EUPOL RD Congo est de faciliter l’interaction entre la police et la justice. Ce mandat est élargi en 2008 afin que la mission contribue à la résolution du conflit à l'est de la RDC sur les questions policières et relatives aux droits de l'Homme. Après la promulgation par le gouvernement congolais d'une loi de 2011 garantissant l’autonomie administrative, technique et financière de la police nationale, le mandat est à nouveau remodelé pour que la mission participe à la mise en œuvre de cette loi.